# Chris McGrath
Chris McGrath (Belfast, 29 novembre 1954) è un ex calciatore nordirlandese di ruolo ala.

## Carriera

### Club
McGrath iniziò a giocare a calcio nelle file del Tottenham nel gennaio 1972. Il suo debutto avvenne nel 1973, e nello stesso anno, collezionò 46 presenze e 10 gol. McGrath segnò sia durante la partita di andata che in quella di ritorno nella Finale della Coppa UEFA 1973-1974. Nel 1975 venne ceduto in prestito al Millwall dove collezionò 15 presenze e 3 gol. Nell'ottobre 1976 si trasferì al Manchester Utd per la somma di 30.000 sterline. A Manchester collezionò un solo gol in 38 presenze. Nel febbraio del 1981 si trasferì ai Tulsa Roughnecks, lasciando la squadra dopo una sola stagione. Nel 1982 passò al South China, dove rimase per tre stagioni prima di ritirarsi definitivamente dal calcio giocato.

### Nazionale
McGrath giocò per la nazionale nordirlandese dal 1974 al 1979, collezionando 21 presenze e segnando 4 gol. Debuttò con la nazionale l'11 maggio 1974 contro la Scozia. La sua ultima partita in nazionale avvenne il 19 maggio 1979 contro l'Inghilterra.

## Palmarès
- Coppa di Lega inglese:   1

Tottenham Hotspur: 1972-73
- Coppa d'Inghilterra:   1

Manchester United: 1976-77
- Community Shield:   1 (condivisa con il Liverpool)

Manchester United: 1977